# 巴桑 (辉特)
巴桑（？—1761年），伊克明安氏，清朝时期卫拉特蒙古台吉。
巴桑开始隶属于准噶尔汗国。乾隆二十年（1755年），清军征讨达瓦齐，率领属下三百余户降清。奉命入朝，乾隆帝封他为辅国公，依附阿睦尔撒纳游牧。二年后，与阿卜达什、克什克特前往科布多报告辉特部叛清，于是改驻牧呼伦贝尔。 